# Schikhobalotrema acutum
Schikhobalotrema acutum är en plattmaskart. Schikhobalotrema acutum ingår i släktet Schikhobalotrema och familjen Haplosplanchnidae. Inga underarter finns listade i Catalogue of Life.